# Agulla Daviu
L'Agulla Daviu és un cim de 3.350 m d'altitud, amb una prominència de 10 m, que es troba a la Cresta de Llosàs, al massís de la Maladeta, província d'Osca (Aragó).